# مارسلو گالاتزی
مارسلو گالاتزی (انگلیسی: Marcelo Galeazzi; ۲۹ نوامبر ۱۹۶۶ – ۱ ژوئن ۲۰۱۶) بازیکن فوتبال اهل آرژانتین بود.
از باشگاه‌هایی که در آن بازی کرده‌است می‌توان به باشگاه فوتبال اتلتیکو تیگره اشاره کرد.